# 機動戦士ガンダムSEED (ワンダースワン)
『機動戦士ガンダムSEED』（きどうせんしガンダムシード、MOBILE SUIT GUNDAM SEED）は、同名のアニメ作品を原作とする、バンダイより2003年3月15日に発売されたワンダースワンカラー専用のアクションゲーム。

## 概要
『機動戦士ガンダムSEED』初のゲーム化作品。ステージは全部で8ステージあり、テレビ内容を先取りしたステージも登場。クリア後は4機のガンダム（イージスガンダム・デュエルガンダム・バスターガンダム・ブリッツガンダム）のサイドストーリーが登場。物語に大きく関わるMSを、テレビ放送より先に見ることができた。